# Pseudohemiodon
Pseudohemiodon es un género de peces de agua dulce de la familia Loricariidae en el orden Siluriformes. Sus 7 especies habitan en aguas cálidas y templadas de América del Sur, y son denominadas comúnmente viejas de látigo o viejas de cola, a causa del largo filamento que les nace del extremo superior de la aleta anal. La mayor especie (Pseudohemiodon laticeps) alcanza una longitud total que ronda los 30 cm.

## Distribución
Pseudohemiodon habita en las cuencas del Amazonas, del Orinoco, y del Plata, llegando por el sur hasta Paraguay, Bolivia, Brasil, Uruguay y el nordeste de la Argentina.

## Taxonomía
Este género fue descrito originalmente en el año 1862 por el ictiólogo holandés Pieter Bleeker. Su especie tipo es: Hemiodon platycephalus Kner, 1853 (Pseudohemiodon platycephalus). El holotipo, un macho, está perdido. La localidad tipo es: «río Cuiabá, Brasil».
Especies
Este género se subdivide en 8 especies:
- Pseudohemiodon amazonum (Delsman, 1941)
- Pseudohemiodon apithanos Isbrücker & Nijssen, 1978
- Pseudohemiodon devincenzii (Señorans, 1950)
- Pseudohemiodon lamina (Günther, 1868)
- Pseudohemiodon laticeps (Regan, 1904)
- Pseudohemiodon platycephalus (Kner, 1853)
- Pseudohemiodon thorectes Isbrücker, 1975
- Pseudohemiodon unillano Rojas-Molina, Provenzano & Ramírez-Gil, 2019

## Costumbres
Habita principalmente sobre sustratos arenosos. Esta especialización ecológica se refleja por la notable compresión dorsoventral del cuerpo y por las aletas pélvicas que son utilizadas principalmente para locomoción sobre la arena. 
En Pseudohemiodon, la función característica de sus labios es el permitir la adhesión al sustrato, pero durante el período de desove son orientados hacia una función reproductiva. El dimorfismo sexual incluye el desarrollo hipertrofiado de los labios, que son utilizados por el macho para la incubación de los grandes huevos.